# Wasselonne
Wasselonne – miejscowość i gmina we Francji, w regionie Grand Est, w departamencie Dolny Ren.
Według danych na rok 1990 gminę zamieszkiwało 4916 osób, a gęstość zaludnienia wynosiła 328 osób/km² (wśród 903 gmin Alzacji Wasselonne plasuje się na 43. miejscu pod względem liczby ludności, natomiast pod względem powierzchni na miejscu 131.).